# Wielka Loża Żeńska Chile
Wielka Loża Żeńska Chile sięga swymi korzeniami roku 1970, kiedy to utworzono pierwsza lożę żeńską w Chile - Araucanię N°1. Dopiero w roku 1983 utworzono kolejna lożę żeńską w tym kraju - Acacię N°2 oraz trójkąt Armonia w dolinie Rancagui.